# Tenchu: Fatal Shadows
Tenchu: Fatal Shadows (Tenchu: Kurenai "天誅紅" en Japón) es el cuarto título de la saga Tenchu.

## Historia
Un día en uno de sus viajes, Ayame llega a una aldea ninja destruida. Ella espera encontrar supervivientes, pero se da cuenta de que ha llegado demasiado tarde. Los ninjas de Hagakure mueren susurrando el nombre "Kuroya"... Cuando Ayame estaba a punto de irse, una joven ninja se cruza en su camino. Su nombre es Rin, que vuelve en ese momento de sus entrenamientos, justo para encontrar su pueblo desolado. Ella ve a Ayame como la única persona viva, y la culpa del trágico suceso acaecido a su aldea. Más tarde, Rin se dará cuenta de que Ayame no es la culpable de la muerte de sus familiares y amigos, y con su ayuda encontrará a los verdaderos culpables.

## Personajes

### Rin
Una joven ninja Kunoichi cuyo pueblo es quemado por los Kuroya cuando ésta se encontraba entrenándose en las montañas. No parará hasta encontrar a los verdaderos culpables. Blande la espada "Nasume".

### Ayame
Miembro del clan ninja Azuma, estaba patrullando las fronteras del territorio de Lord Gohda cuando se dio de bruces con la aldea de Hagakure. Primeramente considerada una enemiga por Rin, la ayudará a descubrir quién destruyó su hogar.

## Misiones
1. Daughter of Hagakure
2. Departures
3. Determinations
4. Secret Encounters
5. The Geisha and the Hired Blade
6. I am Rin of the Beniya
7. Fated Reunions
8. The Blind Massue
9. What Lurks in the Shadow
10. A Sister Promise
11. For Whom the Bell Tolls
12. A Task Without Reward
13. Foreign Lands
14. Flames of Passion
15. Flames of Sorrow
16. A Sword of Dance
17. Tenchu Kurenai
18. Tenchu Kurenai